# The Never-Ending Why
«The Never-Ending Why» es el segundo sencillo oficial del sexto álbum de estudio de la banda Placebo, Battle for the Sun. Fue lanzado el 14 de septiembre de 2009 exclusivamente en el Reino Unido y Noruega, un día antes en versión digital en iTunes. En Bélgica, República Checa, Dinamarca, Finlandia, Israel, Turquía y España salió a la venta como tercer sencillo del álbum el 8 de febrero de 2010.

## Lista de canciones

### 7"
1. "The Never-Ending Why".
2. "Hardly Wait".

### Descarga digital
1. "The Never-Ending Why".
2. "Hardly Wait".
3. "For What It's Worth" (Mistabishi remix).

### iTunes
1. "The Never-Ending Why".
2. "Hardly Wait".
3. "For What It's Worth" (Mistabishi remix).
4. "The Never-Ending Why" (vídeo).

### Live At The O2 Shepherd's Bush Empire
1. "The Never-Ending Why".
2. "The Never-Ending Why" (live at the O2 Shepherd's Bush Empire).
3. "Happy You're Gone" (live at the O2 Shepherd's Bush Empire).
4. "Speak In Tongues" (live at the O2 Shepherd's Bush Empire).

### iTunes (8 de febrero de 2010)
1. "The Never-Ending Why"
2. "For What It's Worth" (SFR live).
3. "Hardly Wait".
4. "For What It's Worth" (Mistabishi remix).
5. "The Never-Ending Why" (vídeo).

### Descarga digital (8 de febrero de 2010)
1. "The Never-Ending Why".
2. "For What It's Worth" (SFR live).
3. "Hardly Wait".
4. "For What It's Worth (Mistabishi remix).